# Ilmala järnvägsstation

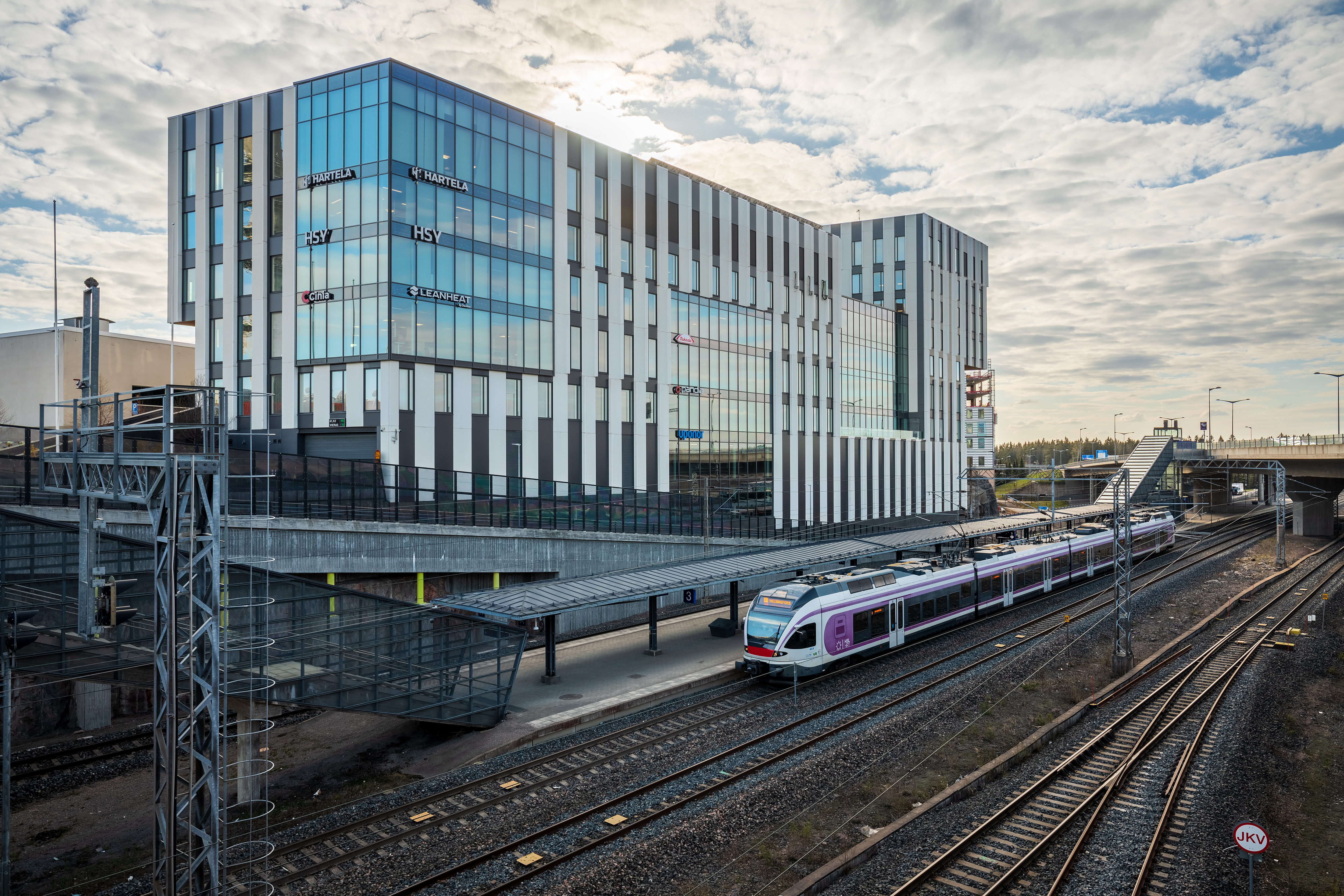
Ilmala hållplats i Helsingfors

Ilmala är en järnvägshållplats på Kustbanan Åbo-Helsingfors i Helsingfors stad.